# 白楼乡 (睢县)
白楼乡，是中华人民共和国河南省商丘市睢县下辖的一个乡镇级行政单位。

## 行政区划
白楼乡下辖以下地区：
白楼村、西岗村、童楼村、白楼杨庄村、马楼村、蔡刘村、君赵村、马岗村、朱桥村、司桥村、蒋庄村、余庄村、王堂村、范楼村、金东村、金西村、王关村、蒋楼村、郭皮村、顺南村、顺北村、任庄村、冯庄村、孙楼村、殷堂村和阮洼村。